# Kinh tế thị trường định hướng xã hội chủ nghĩa
Kinh tế thị trường định hướng xã hội chủ nghĩa là tên gọi mà Đảng Cộng sản Việt Nam đặt ra cho mô hình kinh tế hiện tại của Việt Nam. Nó được mô tả là một nền kinh tế thị trường nhiều thành phần, trong đó nhà nước giữ vai trò chủ đạo và có trách nhiệm định hướng nền kinh tế, với mục tiêu dài hạn là xây dựng chủ nghĩa xã hội.
Kinh tế thị trường định hướng xã hội chủ nghĩa là sản phẩm của thời kỳ Đổi Mới, thay thế nền kinh tế kế hoạch bằng nền kinh tế hỗn hợp hoạt động theo cơ chế thị trường. Những thay đổi này giúp Việt Nam hội nhập với nền kinh tế toàn cầu. Cụm từ "định hướng xã hội chủ nghĩa" mang ý nghĩa là Việt Nam chưa đạt đến chủ nghĩa xã hội mà đang trong giai đoạn xây dựng nền tảng cho một hệ thống xã hội chủ nghĩa trong tương lai. Mô hình kinh tế này khá tương đồng với mô hình kinh tế thị trường xã hội chủ nghĩa (socialist market economy) của Đảng Cộng sản Trung Quốc, trong đó các mô hình kinh tế tập thể, nhà nước, tư nhân cùng tồn tại, và khu vực nhà nước giữ vai trò chủ đạo.

## Cải cách dẫn đến thành lập
Những cải cách kinh tế đổi mới được Đảng Cộng sản Việt Nam khởi xướng từ năm 1986 trong Đại hội toàn quốc lần thứ VI của Đảng. Những cải cách này đã tạo ra một vai trò lớn hơn cho các lực lượng thị trường trong việc phối hợp hoạt động kinh tế giữa các doanh nghiệp và các cơ quan chính phủ, và cho phép sở hữu tư nhân của các doanh nghiệp nhỏ và tạo ra một sàn giao dịch chứng khoán cho cả doanh nghiệp nhà nước và doanh nghiệp ngoài quốc doanh.
Các cải cách kinh tế nhằm tái cấu trúc nền kinh tế Việt Nam nền kinh tế kế hoạch kiểu Liên Xô và hướng tới một nền kinh tế hỗn hợp hoạt động theo cơ chế thị trường với mục đích trở thành một giai đoạn chuyển tiếp trong sự phát triển của nền kinh tế xã hội chủ nghĩa. Mục tiêu của hệ thống kinh tế này là cải thiện lực lượng sản xuất của nền kinh tế, phát triển cơ sở vật chất kỹ thuật vững chắc cho nền tảng của chủ nghĩa xã hội và cho phép Việt Nam hội nhập tốt hơn với nền kinh tế thế giới.
Đầu những năm 1990, Việt Nam đã chấp nhận một số lời khuyên cải cách của Ngân hàng Thế giới về tự do hóa thị trường, nhưng từ chối các chương trình điều chỉnh cơ cấu và các điều kiện viện trợ đòi hỏi tư nhân hóa các doanh nghiệp nhà nước.

## Cơ sở lý luận
Đảng Cộng sản Việt Nam cho rằng nền kinh tế thị trường định hướng xã hội chủ nghĩa phù hợp với quan điểm của chủ nghĩa Marx cổ điển về phát triển kinh tế và chủ nghĩa duy vật lịch sử, cho rằng chủ nghĩa xã hội chỉ có thể xuất hiện khi điều kiện vật chất đã được phát triển đến khi đủ để các mối quan hệ xã hội chủ nghĩa phát triển. Mô hình thị trường định hướng xã hội chủ nghĩa được coi là một bước quan trọng để đạt được sự tăng trưởng và hiện đại hóa kinh tế cần thiết trong khi cùng tồn tại trong nền kinh tế thị trường toàn cầu và hưởng lợi từ thương mại toàn cầu. Đảng Cộng sản Việt Nam đã tái khẳng định cam kết của mình đối với sự phát triển của nền kinh tế xã hội chủ nghĩa với những cải cách của thời kỳ Đổi Mới.
Mô hình kinh tế này được bảo vệ từ quan điểm của chủ nghĩa Marx, trong đó tuyên bố rằng nền kinh tế xã hội chủ nghĩa chỉ có thể xuất hiện sau khi phát triển nền tảng chủ nghĩa xã hội thông qua việc thiết lập nền kinh tế thị trường và kinh tế trao đổi hàng hóa, và chủ nghĩa xã hội sẽ chỉ xuất hiện sau khi giai đoạn này hoàn thành vai trò lịch sử của nó, và sẽ biến đổi theo xu hướng dần tự chuyển hóa. Những người ủng hộ mô hình này cho rằng hệ thống kinh tế của Liên Xô và các quốc gia vệ tinh đã cố gắng đi từ nền kinh tế tự nhiên sang nền kinh tế kế hoạch bằng các mệnh lệnh hành chính mà không trải qua giai đoạn cần thiết để phát triển nền kinh tế thị trường.

## Đặc trưng
Các đặc trưng của nền kinh tế thị trường định hướng xã hội chủ nghĩa ở Việt Nam được thể hiện ở những điểm sau:
- Là nền kinh tế hỗn hợp, vừa vận hành theo cơ chế thị trường, vừa có sự điều tiết của nhà nước.
- Là nền kinh tế đa dạng các hình thức sở hữu và đa dạng các thành phần kinh tế, trong đó khu vực kinh tế nhà nước giữ vai trò chủ đạo. Đất đai thuộc sở hữu toàn dân.
- Việc phân phối được thực hiện chủ yếu theo kết quả lao động, hiệu quả kinh tế, đồng thời theo mức đóng góp vốn cùng các nguồn lực khác và phân phối thông qua hệ thống an sinh xã hội, phúc lợi xã hội.
- Là nền kinh tế thị trường do Đảng Cộng sản Việt Nam lãnh đạo, nhà nước pháp quyền xã hội chủ nghĩa Việt Nam quản lý, điều tiết vì mục tiêu "dân giàu, nước mạnh, dân chủ, công bằng, văn minh".
- Là nền kinh tế thị trường hiện đại và hội nhập quốc tế.

## Nhược điểm
Theo đánh giá của nhiều chuyên gia, trong quá trình thực hiện, chính phủ Việt Nam chưa tạo được môi trường kinh doanh thật sự lành mạnh, bình đẳng. Hiến pháp đã quy định kinh tế nhà nước đóng vai trò chủ đạo, nhưng cũng quy định các thành phần kinh tế là bình đẳng, cùng hợp tác và cùng cạnh tranh. Tuy nhiên, trong thực tiễn, khu vực kinh tế tư nhân không có nhiều cơ hội tiếp cận vốn, đất đai, thông tin, mất nhiều cơ hội trong đấu thầu cũng như tiếp cận thị trường như khu vực kinh tế Nhà nước
Hệ thống pháp luật của Việt Nam còn chưa thật đồng bộ, linh hoạt, nhiều Bộ Luật ban hành một thời gian chưa thi hành đã phải sửa. Việc lấy ý kiến của người dân, doanh nghiệp, các chuyên gia khi xây dựng pháp luật vẫn mang tính chung chung, chưa thực sự đảm bảo công khai minh bạch, đôi khi vẫn có gây khó khăn cho doanh nghiệp.
Việc quản lý chưa thật hiệu quả các nguồn tài nguyên kinh tế khiến nền kinh tế đạt hiệu quả chưa cao. Chi phí đầu tư công mà Việt Nam phải bỏ ra để tạo ra giá trị gia tăng cao hơn nhiều quốc gia khác trong khu vực. Hệ số ICOR của Việt Nam trong các năm 2001-2006 là 5,1, nghĩa là cần 5,1 đồng vốn đầu tư để tăng được một đồng GDP, cao gấp 1,5-2 lần nhiều nước trong khu vực trong thời kỳ đầu công nghiệp hoá. Đặc biệt, trong giai đoạn 2006-2010, chỉ số này đã tăng lên 10,52, tức là gấp khoảng 3,5 lần Hàn Quốc và Đài Loan giai đoạn 1961-1980, gấp 2,5 lần Thái Lan giai đoạn 1981-1995 và Trung quốc giai đoạn 2001-2006. Theo Báo cáo Chỉ số năng lực cạnh tranh cấp tỉnh (PCI) năm 2016 của Phòng thương mại và Công nghiệp Việt Nam và Cơ quan Phát triển Quốc tế Hoa Kỳ công bố, có khoảng 66% doanh nghiệp tại các tỉnh có chỉ số cạnh tranh mức trung bình đã phải tự chi cho các khoản không chính thức. Việc các doanh nghiệp phải mất nhiều chi phí để vận hành linh hoạt đã ảnh hưởng đến môi trường cạnh tranh

## Thăm dò ý kiến
Theo một khảo sát của Trung tâm nghiên cứu Pew vào năm 2015, 95% số người Việt Nam được hỏi ủng hộ thị trường tự do, trong khi ở Mỹ, có tới 25% số người được hỏi nghi ngờ về tính hiệu quả của thị trường tự do.
Khảo sát thay đổi cảm nhận về Nhà nước và thị trường của người Việt Nam" - CAMS 2014 do Phòng Thương mại và Công nghiệp Việt Nam (VCCI) cho thấy: trong 1.600 phản hồi, có 89% ủng hộ mô hình kinh tế thị trường; 71% ủng hộ sở hữu tư nhân trong khi chỉ có khoảng 4% lựa chọn sở hữu nhà nước, 94% yêu cầu minh bạch trong quá trình hoạch định và thực thi chính sách tại Việt Nam, 99% ủng hộ chủ trương tư nhân hóa một số dịch vụ công. Nhưng mặt khác, tỷ lệ "ủng hộ song còn quan ngại" việc tư nhân hóa dịch vụ công vẫn còn cao hơn tỷ lệ "hoàn toàn ủng hộ" chủ trương này (57% so với 42%). Đặc biệt, 75% vẫn mong muốn Nhà nước có chính sách can thiệp, bình ổn giá cả do lo ngại sẽ bị ảnh hưởng bởi những khiếm khuyết của thị trường.
Kết quả khảo sát cho thấy một thực tế khá nghịch lý: đa số người Việt Nam vừa ủng hộ kinh tế tư nhân cạnh tranh nhưng lại cũng muốn bàn tay can thiệp của Nhà nước đối với những mặt hàng quan trọng (bình ổn giá, trợ cấp,...) để đảm bảo quyền lợi cho họ, tức là vừa muốn có cạnh tranh tư nhân lại vừa muốn được Nhà nước bảo trợ. Nguyên nhân là do những bất ổn trong nền kinh tế thị trường khiến người dân cảm thấy không an toàn. Mặt khác tại Việt Nam, những vấn đề về thiếu minh bạch thông tin, tình trạng không tuân thủ pháp luật của doanh nghiệp, lách luật, móc nối để ép giá người tiêu dùng,... diễn ra phổ biến khiến ưu điểm của kinh tế thị trường ít được phát huy; trong khi những khiếm khuyết của kinh tế thị trường lại thường xuyên phát sinh. Điều này khiến người dân cảm thấy sợ bị mất quyền lợi và quay sang trông chờ ở sự trợ giúp của Nhà nước.